# 直示

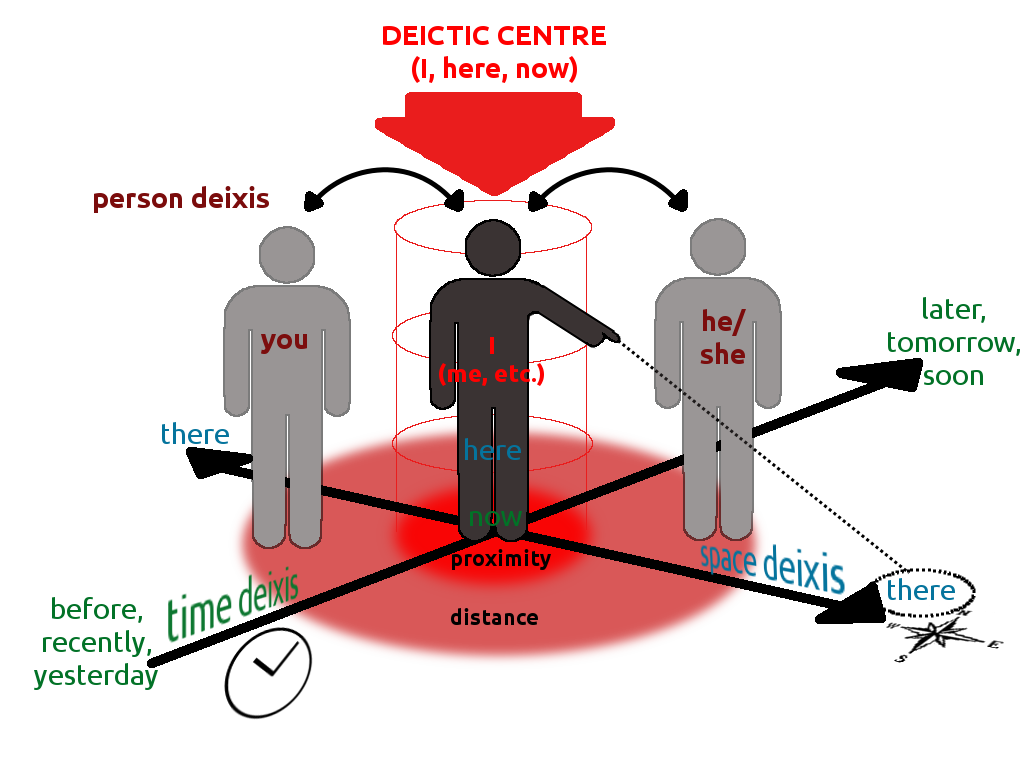
英語における時間直示、空間直示、人称直示

直示 (ちょくじ、英: deixis /dáɪksɪs/) とは、文脈に依存して指示対象が決まる表現の言語使用である。使用対象の言語表現は直示表現 (英: deictic expression) と呼ばれる。

## 概要
直示には複数の下位カテゴリーがあり、例として時間直示 (英: time deixis)、空間直示 (英: space deixis)、人称直示 (英: person deixis) などがある。使用対象となる直示表現の例としては、「明日」、tomorrow、「そこ」、there、彼、heなどが挙げられる。これらの表現はいずれも独立した意味を持つが、文脈情報を考慮しなければ指示対象が判別できないという特徴を持つ (この点で直示は照応にも類似している)。なお、直示は通常話し言葉に適用される概念であるが、書き言葉、ジェスチャー、メディアにも適用されることがある。言語人類学では、直示は記号論上の指標性に属する概念として扱われる。

## 種類
直示は次のような種類に分けられる。
- 現在の談話・文章自体やその一部、またはその中に現れる事物・概念を指し示すもの。例えば「これは本当の話だ」など。
- 人称：代名詞のほか、言語によっては動詞の人称変化などにより示される。
- 場所・方向：「これ」「そこ」「あちら」などの指示語のほか、「上」「中」「前」などの一般的な位置を表す名詞等でも示される。指示語については英語のように近称・遠称の2系統、または日本語のように中称を含む3系統からなる言語などがある。これらは空間的関係のほかに、時間的関係や、談話・文章またはその中に現れる事物・概念を（現れる位置により区別して）表現するために転用されることも多い。
- 時間：「今」「そのとき」などや、動詞の時制・相により表現される。発話の時点を基準とすることが多い。「もし断られたら、そのときはこう言え」というように、仮定条件を示すこともある。
- 社会的関係：話し手、聴き手、話の対象者などの間の社会的上下関係や親しみなどを示す。相対的関係を示す場合（敬語やそれに相当する表現）と、絶対的関係を示す場合（例えば二人称的にも使える「社長」などの肩書や、一人称的にも使える「先生」、家族内で固有名詞的にも使える「お父さん」など）がある。
- 特定の社会集団、時代、技術水準の中に限定される表現。分野が異なれば意味の異なる専門用語など。
- 「はい」や「いいえ」（問いが否定形である場合は言語によって表現が異なる）
- 本質的に同じ動作であっても、視点により使い分けられる（人称や位置などにも関係する）動詞などがある。例えば
  - 「行く」と「来る」：話し手から遠ざかる場合には「行く」、話し手に近づく場合には「来る」という。これらは時間的変化を表現する補助動詞としても用いられる。英語の Go と Come の使い分けも似ているが、話し手よりも聴き手を基準とする点で異なる。
  - 「やる（あげる）」と「くれる」：人称、関係の遠近または上下関係を基準として、「内から外」と「外から内」で使い分ける。日本語独特の表現といわれる。

直示に関して、ある言語表現をそのまま引用する表現法が直接話法、発話を基準とする視点で表現し直す方法が間接話法である。